# Paratrachichthys
Paratrachichthys es un género de peces de la familia Trachichthyidae, del orden Beryciformes. Este género marino fue descrito científicamente en 1899 por Edgar Ravenswood Waite.

## Especies
Especies reconocidas del género:
- Paratrachichthys fernandezianus (Günther, 1887)
- Paratrachichthys macleayi (Johnston, 1881)
- Paratrachichthys trailli (F. W. Hutton, 1875)